# Torrent del Salamó

El Torrent del Salamó, respecte del terme de Granera

El torrent del Salamó és un torrent del terme municipal de Granera, al Moianès.
Està situat a la zona sud-oriental del terme. Es forma al costat de ponent de la masia del Salamó, a l'extrem nord-est del Bosc del Salamó, i davalla cap al nord-oest, fins que s'aboca en el torrent de l'Óssol just al costat de llevant de la masia de l'Óssol. Des del seu naixement, discorre pel nord del bosc esmentat, i ressegueix, de sud-est a nord-oest, paral·lel pel nord-est a la Serra de l'Óssol. Al nord-est deixa els contraforts de la Carena de les Illes, amb el Pla de les Falgueres. Poc després deixa al nord-est, i enlairada, la masia de Tantinyà. Finalment, s'aboca en el torrent de la Riera a llevant de la masia de l'Óssol i al nord-est de les de la Païssa i el Clapers.